# 推理小説作家・沢木麻沙子
『推理小説作家・沢木麻沙子』（すいりしょうせつさっか さわきまさこ）は、1992年から1995年にテレビ朝日系「土曜ワイド劇場」で放送されたテレビドラマシリーズ。全4回。主演は伊藤蘭。

## キャスト
- 沢木麻沙子 - 伊藤蘭
- 杉野プロデューサー - 田村亮（第2作 - 第4作）
- 狩矢警部 - 若林豪
- 朝田アナウンサー - 山内としお（第2作・第3作）

### ゲスト
第1作『京都・博多殺人事件』（1992年）
- 橋口警部補 - 大門正明
- 峰山光二 - 長門裕之
- 浜崎二郎 - 石濱朗
- 沖孝之 - 太川陽介
- 田島敏江 - 蜷川有紀
- 井上初子 - 山村紅葉
- 岩山信也 - 夏夕介
- 山本拓男、有光豊、芝本正、大木晤郎、星出尚則、新城邦彦、塚本加成子、湖条千秋、太田和余、鈴川法子、春藤真澄、北村雪枝、川本チフミ、白井滋郎、中西勇太、有島淳平、高並功、司裕介、小坂和之、遠山金次郎、鈴木修平、大矢敬典、松田吉博、荻野要

第2作『京都・浜名湖殺人事件』（1993年）
- 芦川修一 - 加納竜
- 中山千津子 - 中島ゆたか
- 早坂リカ - 相川恵里
- 中山奈々 - 佐藤訓子
- 中山かおる - 片山由香
- 小田佐知子 - 山村紅葉
- 尾上隆太郎 - 沖田さとし
- 朝日完記、小笠原良知、芝本正、三浦徳子、豊川博子、竜川真、せのおともあり、武井三二、片岡聖子、タンクロー、高見裕二、真鍋美保、小船秋夫

第3作『京都・徳島 平家伝説殺人ツアー』（1993年）
- 石田桃子 - 松本友里
- 若木二郎 - 赤羽秀之
- 平林浄子 - 森恵
- 園梨花 - 佐藤訓子
- 谷口萄子 - 桂木麻智
- 池陽介 - 武藤洋行
- 上野秋彦 - 野土晴久
- 立花秋子 - 山村紅葉
- 朝日完記、恋塚ゆうき、塚本加成子、笹木俊志、勝野賢三、谷口高史、加賀美博美、山本恭子、森中正志、柴田善行、曽根英樹、宮城幸生、西原明美、西岡ちあき、鵜飼克雄

第4作『京都・グアムミステリーツアー』（1995年）
- 牧幸子 - 丘さとみ
- 島田陽三 - 児玉謙次
- 牧亜也子 - 姿晴香
- 牧陽子 - 杉田かおる
- 牧信夫 - 三ツ木清隆
- 長井朱美 - 塚本加成子
- 城所エミ - 桂木麻智
- 宮本理恵 - 桜樹ルイ
- 牧あゆみ - 小松裕奈
- 鈴木有紀、有馬ゆりと、大村健次、勝野賢三、豊川博子、長倉大介、曽根英樹、関根大学、波多野博、串本晃一朗、松原三保、佐竹克彦、山口晃、河合綾子、大畑貴裕、松田吉博、松本千晶

## スタッフ
- 原作 - 山村美紗
- 脚本 - 岡田正代
- 監督 - 江崎実生、関本郁夫
- 音楽 - 横山菁児
- プロデューサー - 大久保忠幸、清水敬三、塙淳一、伊駒政実、田中憲吾
- 制作 - テレビ朝日、東映

## 放送日程
| 話数 | 放送日         | サブタイトル                                                           | 原作                       | 脚本     | 監督     | 視聴率 |
| ---- | -------------- | ---------------------------------------------------------------------- | -------------------------- | -------- | -------- | ------ |
| 1    | 1992年9月26日  | 京都・博多殺人事件 念仏寺－水郷柳川 700キロトリック交差の謎?           | 「京都・博多殺人事件」     | 岡田正代 | 江崎実生 | 17.2%  |
| 2    | 1993年8月14日  | 京都・浜名湖殺人事件 愛と憎しみの財産争い! 真犯人が挑んだ密室トリック? | 「京都・浜名湖殺人事件」   | 岡田正代 | 関本郁夫 | 16.8%  |
| 3    | 1993年12月22日 | 京都・徳島 平家伝説殺人ツアー 妖しい読経の声に密室トリック             | 「平家伝説殺人ツアー」     | 岡田正代 | 関本郁夫 | 16.6%  |
| 4    | 1995年4月1日   | 京都・グアムミステリーツアー 新婚旅行殺人事件! 容疑者は花嫁!?          | 「京都・グアム島殺人旅行」 | 岡田正代 | 関本郁夫 | 13.3%  |